# Nowy cmentarz żydowski w Sandomierzu
Nowy cmentarz żydowski w Sandomierzu – kirkut mieści się przy ulicy Suchej. Został założony między 1830 a 1846 na obszarze o powierzchni ok. 2 mórg. Z powodu jego przepełnienia w 1928 został rozszerzony o morgę (o tzw. nowy kirkut) w kierunku północnym. Podczas II wojny światowej cmentarz ten został zdewastowany, a zwłoki ze zbiorowych mogił zostały spalone latem 1944. W miejscu zakopania prochów spalonych ciał w 1948 ocaleni z Zagłady sandomierscy Żydzi wystawili pomnik według projektu Józefa Pietraszewskiego. Ma on kształt piramidy o wysokości ok. 6 m ułożonej z zachowanych macew. 

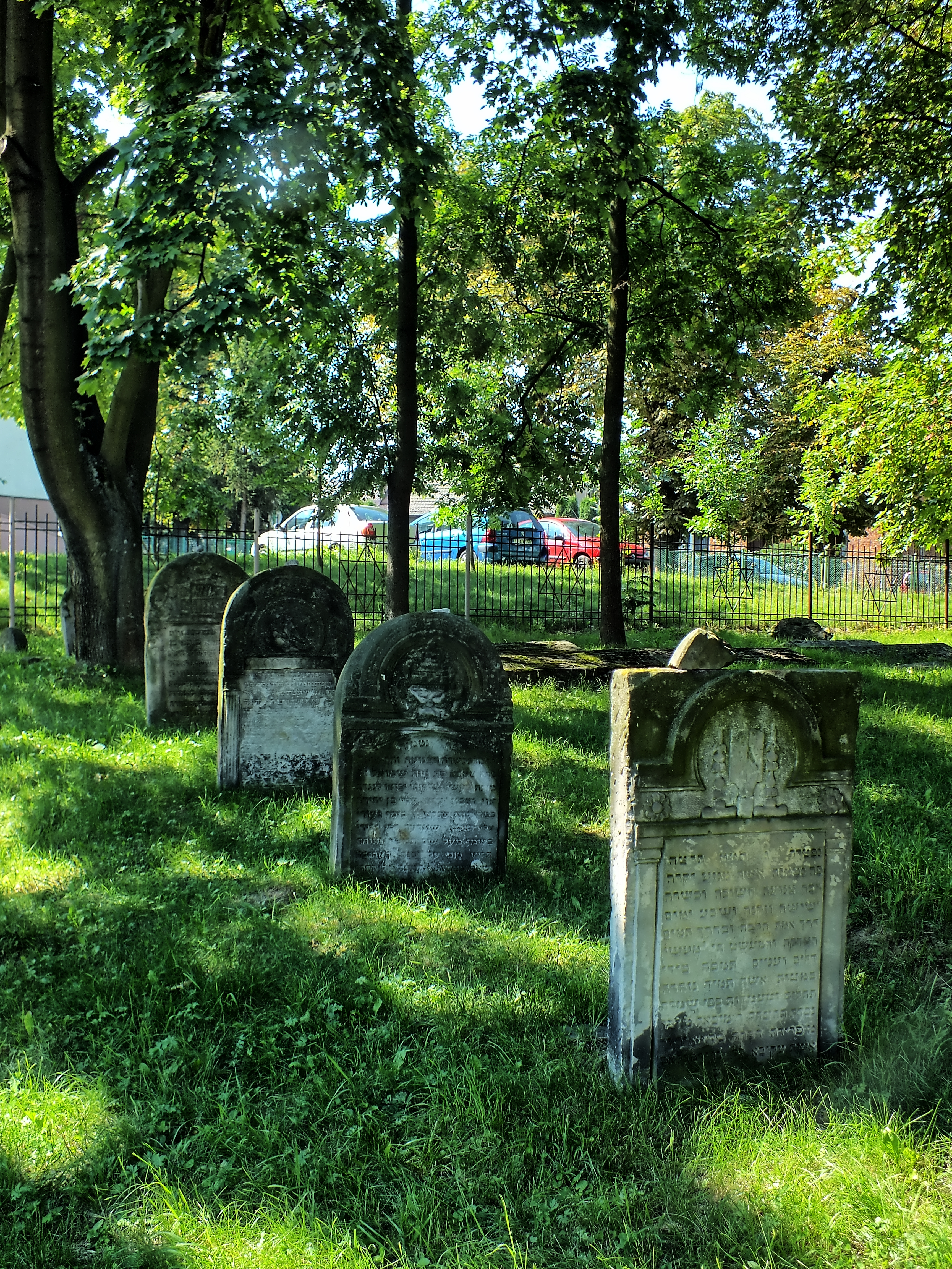
Macewy

W 1955 zdewastowany teren cmentarza pożydowskiego jako mienie porzucone został przekazany Technikum Przetwórstwa Owocowego. Na jego terenie wzniesiono internat (obecna Bursa Międzyszkolna) i obiekty sportowe. Obecnie zachowała się mała część byłego cmentarza żydowskiego o powierzchni 0,12 ha. Znajdują się na niej 144 ocalałe macewy i pomnik upamiętniający pomordowanych Żydów.